# Chapelle Saint-Sulpice de Saint-Marcel-d'Ardèche
La chapelle Saint-Sulpice est une chapelle située à Saint-Marcel-d'Ardèche, en France.

## Localisation
La chapelle est située sur la commune de Saint-Marcel-d'Ardèche, dans le département français de l'Ardèche.

## Historique
Vestige des possessions templières et hospitalières.
L'édifice est classé au titre des monuments historiques en 1932.